# Rodrigo Sperafico
Rodrigo Sperafico (Paraná, 23 juli 1979) is een Braziliaans stockcarcoureur. Hij is lid van de bekende racefamilie Sperafico, zijn broer is Ricardo Sperafico, een voormalig Formule 1 coureur.

## Carrière
Na zijn activiteiten in de kart-sport ging hij in 1997 naar de Britse Formule Ford. Hij racete daar in een Mygale SJ97 en werd negende in het kampioenschap. Hierna ging hij naar de Formule 3 Sudamerica. Hij werd daar derde. Hij keerde weer terug naar Europa in 2000, hij ging racen in de Euro F3000. Daar ging hij bij het Draco Junior Team. Hij werd vierde in het kampioenschap. In 2001 en 2002 ging hij naar de Formule 3000, hij won in twee seizoenen 1 race en had als beste eindresultaat een zesde plek in 2002. Ook reed hij in 2002 in de Formula Nissan World Series. Ook in 2004 reed hij in deze klasse. Vanaf 2004 rijdt Rodrigo in de Copa NEXTEL Stock Car. Hij wist in 2007 zijn eerste race te winnen, hij pakte gelijk een dubbel overwinning door de volgende race ook te winnen. Hij werd in 2004 25e, in 2005 13e, in 2006 9e, en in 2007 2e in het eindklassement in de Copa NEXTEL Stock Car. In 2008 zal hij weer actief zijn in dit kampioenschap voor het Terra Avallone team in een Mitsubishi Lancer.